# Ptilope de la Société
Ptilinopus purpuratus
Espèce
Statut de conservation UICN

 LC  : Préoccupation mineure
Le Ptilope de la Société (Ptilinopus purpuratus) est une espèce d’oiseaux appartenant à la famille des Columbidae.

## Taxonomie
D'après la classification de référence (version 5.1, 2015) du Congrès ornithologique international, cette espèce est constituée des trois sous-espèces suivantes (ordre phylogénique) :
- P. p. frater Ripley & Birckhead, 1942 — Moorea ;
- P. p. purpuratus (Gmelin, 1789) — Tahiti.

Handbook of the Birds of the World, dans sa Illustrated Checklist of the Birds of the World (2014), divise cette espèce en deux. La sous-espèce chrysogaster devient le Ptilope de Raiatea ; les sous-espèces purpuratus et frater deviennent le Ptilope de Tahiti.